# 33 f.Kr.
33 f.Kr. var ett skottår som började en lördag i den proleptiska julianska kalendern, men i verkligheten antingen ett normalår som började en lördag, söndag eller måndag, eller ett skottår som började en söndag i den julianska kalendern (se skottårsfelet i den julianska kalendern för mer information).

## Händelser

### Efter plats

#### Romerska republiken
- Octavianus och Lucius Volcatius Tullus blir konsuler i Rom, Octavianus för andra gången.
- Alexander Helios (tronkrävare i Armenien, Medien och Parterriket) gifter sig med prinsessan Iotapa av Medien, dotter till kung Artavasdes I.

## Avlidna
- Tiberius Claudius Nero, romersk statsman, far till Tiberius